# Miss Global Beauty Queen

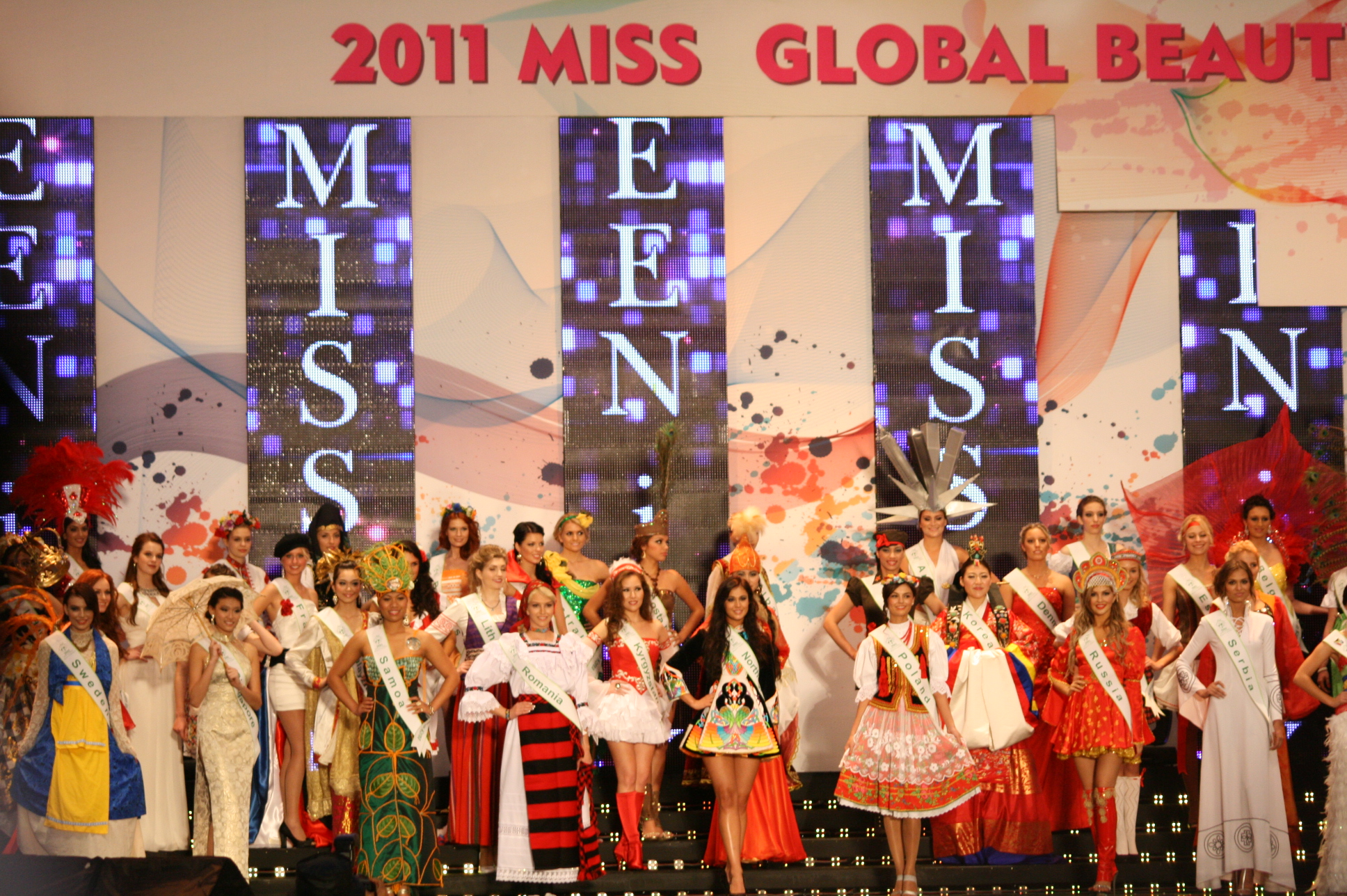
2011 Miss Global Beauty Queen

Miss Global Beauty Queen je mezinárodní soutěž krásy.

## Češky vyslané na Miss Global Beauty Queen
| Rok  | Název            | Umístění       |
| ---- | ---------------- | -------------- |
| 2005 | Anna Jeglová     | semifinalistka |
| 2006 | Eva Vašková      | IV. vicemiss   |
| 2008 | Beáta Bocková    | neumístila se  |
| 2011 | Michaela Dihlová | neumístila se  |